# Macky Sall
Pour les articles homonymes, voir Sall.
Pour les articles homonymes, voir Macky.
Macky Sall (), né le 11 décembre 1961 à Fatick, est un homme d'État sénégalais. Il était le président de la république du Sénégal entre 2012 et 2024. Il est actuellement envoyé spécial du Pacte de Paris pour les Peuples et la Planète (4P).
Membre du parti démocratique sénégalais (PDS), il soutient le président Abdoulaye Wade lors de l'élection présidentielle de 2000. Par la suite, il est ministre des Mines, de l'Énergie et de l'Hydraulique de 2002 à 2003, ministre de l'Intérieur et des collectivités locales de 2003 à 2004, Premier ministre de 2004 à 2007 puis président de l'Assemblée nationale de 2007 à 2008.
En 2008, après un conflit avec le président, il quitte le PDS et fonde l'alliance pour la République (APR), parti avec lequel il remporte le second tour de l'élection présidentielle de 2012 avec 66 % des voix face au président Wade.
Au pouvoir, il met en place un vaste programme d'infrastructures. Lors de l'élection présidentielle de 2019, il est réélu pour un mandat de cinq ans avec 58 % au premier tour. Il repousse un temps la tenue du scrutin présidentiel de 2024 — auquel il n'est pas candidat — juste avant l'ouverture de la campagne officielle, ce qui lui vaut des accusations d'autoritarisme, mais sa décision est invalidée par le Conseil constitutionnel.

## Jeunesse et formation
Macky Sall est par son père d'une famille de Ndouloum-Adji Founebé, propriétaires terriens du Fouta. Sa mère est issue de la famille des Seebés, guerriers du Fouta.
Au sein d'une famille de cinq enfants, Macky Sall est élevé dans la région de Fatick puis dans le Fouta Toro par son père, Amadou Abdoul Sall, manœuvre dans la fonction publique, puis gardien, et sa mère, Coumba Thimbo, vendeuse d'arachides.
Alors que son père est membre du Parti socialiste sénégalais (PS), Macky Sall fréquente les maoïstes au lycée de Kaolack, par le truchement de son beau-frère, puis entre durant ses études à la faculté de Dakar, dans le mouvement marxiste-léniniste, And-Jëf, auprès de Landing Savané. Il s'en éloigne rapidement, ne partageant pas l'idée du mouvement, ni la stratégie de Savané de boycott du scrutin de 1983 contre le PS, lors duquel il vote pour le libéral Abdoulaye Wade, de même qu'en 1988.
Il poursuit sa formation, et devient ingénieur géologue, géophysicien formé à l'Institut des sciences de la terre (IST) de Dakar, puis à l'École nationale supérieure du pétrole et des moteurs (ENSPM) de l'Institut français du pétrole (IFP) de Paris.
Il est membre de plusieurs associations nationales et internationales de géologues et géophysiciens,.

## Carrière professionnelle
De décembre 2000 à juillet 2001, il est directeur général de la PETROSEN (Société des pétroles du Sénégal).

## Parcours politique

### Débuts et ascension
Diplômé, il adhère à la fin des années 1980 au Parti démocratique sénégalais (PDS) de Wade qui le repère,.
Il est secrétaire général de la Convention régionale du PDS de Fatick depuis 1998 et président de la cellule Initiatives et Stratégies de 1998 à 2008. Il reste fidèle à son dirigeant, en devenant président des cadres du parti, et participant à ce titre à la campagne du « Sopi » de l'élection présidentielle sénégalaise de 2000, qui porte Abdoulaye Wade à la tête du pays.
Proche collaborateur du nouveau président, il espère intégrer le gouvernement, mais devient, de décembre 2000 à juillet 2001, directeur général de la Société des pétroles du Sénégal (PETROSEN), dans laquelle il a occupé le poste de chef de la division Banque de données pendant plusieurs années, et conseiller spécial du président de la République, chargé de l'Énergie et des Mines, d'avril 2000 à mai 2001.
De mai 2001 à novembre 2002, il est ministre des Mines, de l'Énergie et de l'Hydraulique. Il remplace le professeur Abdoulaye Bathily qui deviendra vice-président de l'Assemblée nationale.
De novembre 2002 à août 2003, il est ministre d'État, ministre des Mines, de l'Énergie et de l'Hydraulique dans le gouvernement dirigé par Mame Madior Boye.
En juin 2003, en réaction aux propos de Nicolas Sarkozy sur les charters, il met en œuvre l’expulsion de neuf Français du territoire.
D'août 2003 à avril 2004, il est ministre d'État, ministre de l'Intérieur et des Collectivités locales, porte-parole du gouvernement d'Idrissa Seck. Il est remplacé au poste de ministre de l’Intérieur par Ousmane Ngom. Parallèlement, il est nommé vice-président du comité directeur du Parti démocratique sénégalais (PDS) en avril 2004.

### Premier ministre
Macky Sall est nommé Premier ministre le 21 avril 2004. Il occupe cette fonction jusqu'au 19 juin 2007, lorsqu'il est remplacé par Cheikh Hadjibou Soumaré. Il détient ainsi le record de longévité des Premiers ministres de Wade. Peu connu, il s'impose lors de son premier discours de politique générale face aux ténors de l'opposition. Puis, il met en œuvre les projets présidentiels mis en sommeil par Seck : autoroute, corniche de Dakar, nouvel aéroport.
Il conduit la campagne pour la réélection d'Abdoulaye Wade en 2007, mais voit ses relations se tendre avec le président réélu. Alors que Macky Sall avait contribué à la réussite électorale de Wade, ce dernier l’a ignoré[Quand ?] quand un journaliste aborda la question d’un potentiel successeur.

### Président de l'Assemblée nationale

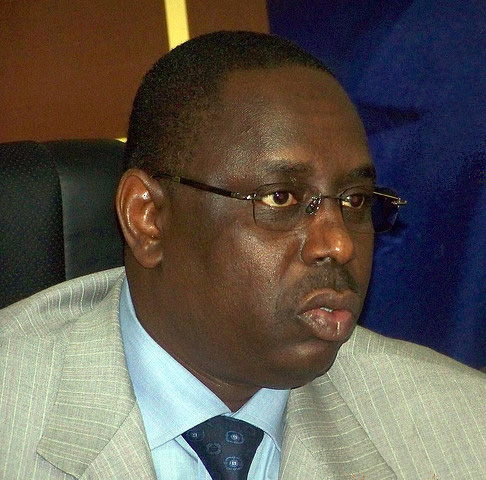
Macky Sall en 2009.

Il n'est pas reconduit à la primature, remplacé par Cheikh Hadjibou Soumaré. Il se rabat sur l'Assemblée nationale, dont, seul candidat, il est élu le 20 juin 2007 à la présidence, par 143 voix sur 146 votants.
Mais la rupture est consommée quand il cherche à convoquer à l'Assemblée nationale Karim Wade, fils du président de la République, pour une audition sur les travaux de l'Agence nationale de l'Organisation de la conférence islamique (ANOCI) et sur la gestion de plusieurs centaines de milliards de francs CFA. Face à son refus de démissionner, son poste de numéro 2 du PDS est supprimé, le mandat du président de l'Assemblée nationale est réduit de cinq à un an.
Il est cité dans une affaire de blanchiment d’argent présumée. Alioune Tine, président du Rencontre africaine pour les droits de l’homme (Raddho), affirme que ces accusations contre Macky Sall sont « grotesques et totalement fantaisistes ». Un mois plus tard, l’affaire est classée sans suite faute d'éléments,,.

### Opposant à Abdoulaye Wade
Dès lors, il entre dans l’opposition au lieu de se soumettre à Abdoulaye Wade. Le 9 novembre 2008, au cours d’une déclaration en wolof et en français, il annonce quitter le PDS et abandonner tous les postes qu'il occupe grâce à ce parti.
En novembre 2008, il crée, avec une trentaine de cadres du PDS, le parti politique Alliance pour la République (APR) autour de trois priorités pour le Sénégal rural : l’accès à l’eau, à l’électricité et à des routes praticables. Lors des élections locales du 22 mars 2009, son parti remporte toutes les localités de Fatick, son fief, la ville de Gossas, douze collectivités locales au Nord du pays, trois au Sud. Aussi toutes les grandes villes du pays dans le cadre d’une coalition formée avec les autres partis membres de Bennoo Siggil Senegaal.
Le parti est inauguré à Thiès. Au cours des années, l’APR met en place des alliances avec d’autres mouvements à la faveur de la coalition de la majorité présidentielle. Le logo du parti comprend 15 étoiles, représentant les 14 régions du Sénégal plus la diaspora, et sa devise est « travail, solidarité, dignité »,.

En vue de l'élection présidentielle de 2012, il sillonne les campagnes sénégalaises et va à la rencontre de la diaspora dans les grandes villes mondiales. Il prend conseil auprès de Jean-Pierre Pierre-Bloch, ancien député centriste français, également proche d'Abdoulaye Wade.

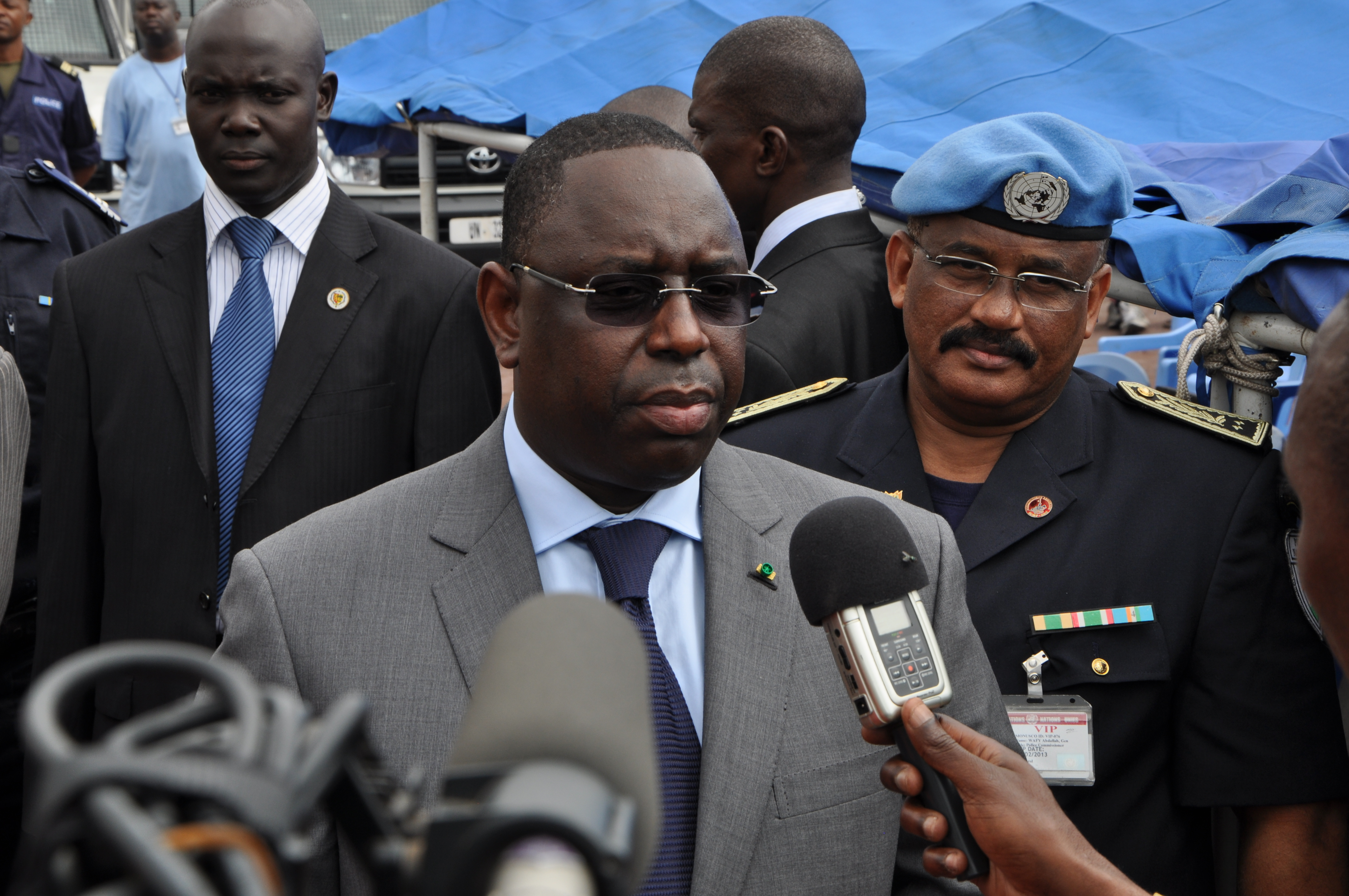
Macky Sall en 2012.

### Élection présidentielle de 2012
Candidat de la coalition « Macky 2012 », avec pour slogan « La voie du véritable développement » (Yoonu Yookuté en wolof), il mène campagne à travers le pays sans couper avec le mouvement d'opposition du 23 juin (M23), tout en se positionnant comme la nouvelle alternance du pays, qui se contente de manifester à Dakar en faveur de l'invalidation de la candidature d'Abdoulaye Wade à un troisième mandat. Il arrive en deuxième position du premier tour, avec 26,58 % des voix, contre 34,81 % au président sortant. Dans l'entre-deux-tours, il réunit tous les candidats battus dans la coalition Benno Bokk Yakkar (« Unis pour le même espoir », en wolof) et remporte le second tour, le 25 mars 2012, face à celui qui a été son mentor, celui-ci l'appelant le soir même pour le féliciter, avant la proclamation officielle des résultats par le Conseil constitutionnel (avec 65,80 % des voix, contre 34,20 % pour le président sortant). L’invalidation de certaines candidatures, dont celle de l’artiste Youssou Ndour, font polémique,,.

### Président de la République

#### Premier mandat
Quatrième président de la république du Sénégal, il prête serment le 2 avril 2012 à l'hôtel King Fahd Palace. Le lendemain, il nomme le banquier Abdoul Mbaye au poste de Premier ministre qui prend la tête d'un gouvernement restreint à 25 novembre, et annonce sa volonté de dissoudre l'Assemblée nationale pour organiser des élections législatives le 1er juillet.
Deux polémiques marquent ses premiers jours : sa visite à son homologue français, Nicolas Sarkozy, à quelques jours de sa défaite à la présidentielle française, et la publication de son patrimoine, dont les 1,3 milliard de Francs CFA, soit l’équivalent de deux millions d’euros, étonnent.
Dans l'attente des législatives de juillet, pour lesquelles il est parvenu à préserver l'unité de la coalition Benno Bokk Yakaar, il multiplie les gestes symboliques. Fidèle à sa promesse de réduire le train de vie de l'État, il revient sur certains privilèges ministériels, supprime 59 commissions et directions jugées sans objet parmi lesquelles l'Agence nationale des nouveaux ports du Sénégal, la Direction de la construction de petits aéronefs, l'Agence nationale de la haute autorité du désert, l'Office sénégalais pour la propriété industrielle et l'innovation technologique doublonnant avec l'Agence sénégalaise pour la propriété et industrielle et l'innovation technologique, et annonce des audits sur la gestion de son prédécesseur. Il rompt plusieurs contrats au sein du palais présidentiel et limite les salaires des directeurs d'agences, mais multiplie aussi les ministres-conseillers. Il relance la Cour de répression de l'enrichissement illicite et annonce la création d'un Office national anticorruption et d'une Commission nationale de restitution des biens et de recouvrement des avoirs mal acquis, alors qu'il annule certains des derniers décrets et contrats signés par Wade. Pour réduire le coût de la vie, le gouvernement Abdoul Mbaye annonce la baisse des prix de l'huile, du riz et du sucre. Les pensions de retraite sont revalorisées, les paysans subventionnés en urgence face à la menace, les 29 permis octroyés par le précédent gouvernement à des chalutiers de haute mer étrangers annulés. Pour sauver l'année scolaire, des assises nationales sur l'éducation sont programmées.
Dans le domaine de la politique étrangère, il charge Alioune Badara Cissé de renouer les alliances traditionnelles (Maroc, la Mauritanie et la Gambie…) et de faire recouvrer au Sénégal un rôle diplomatique important en Afrique.

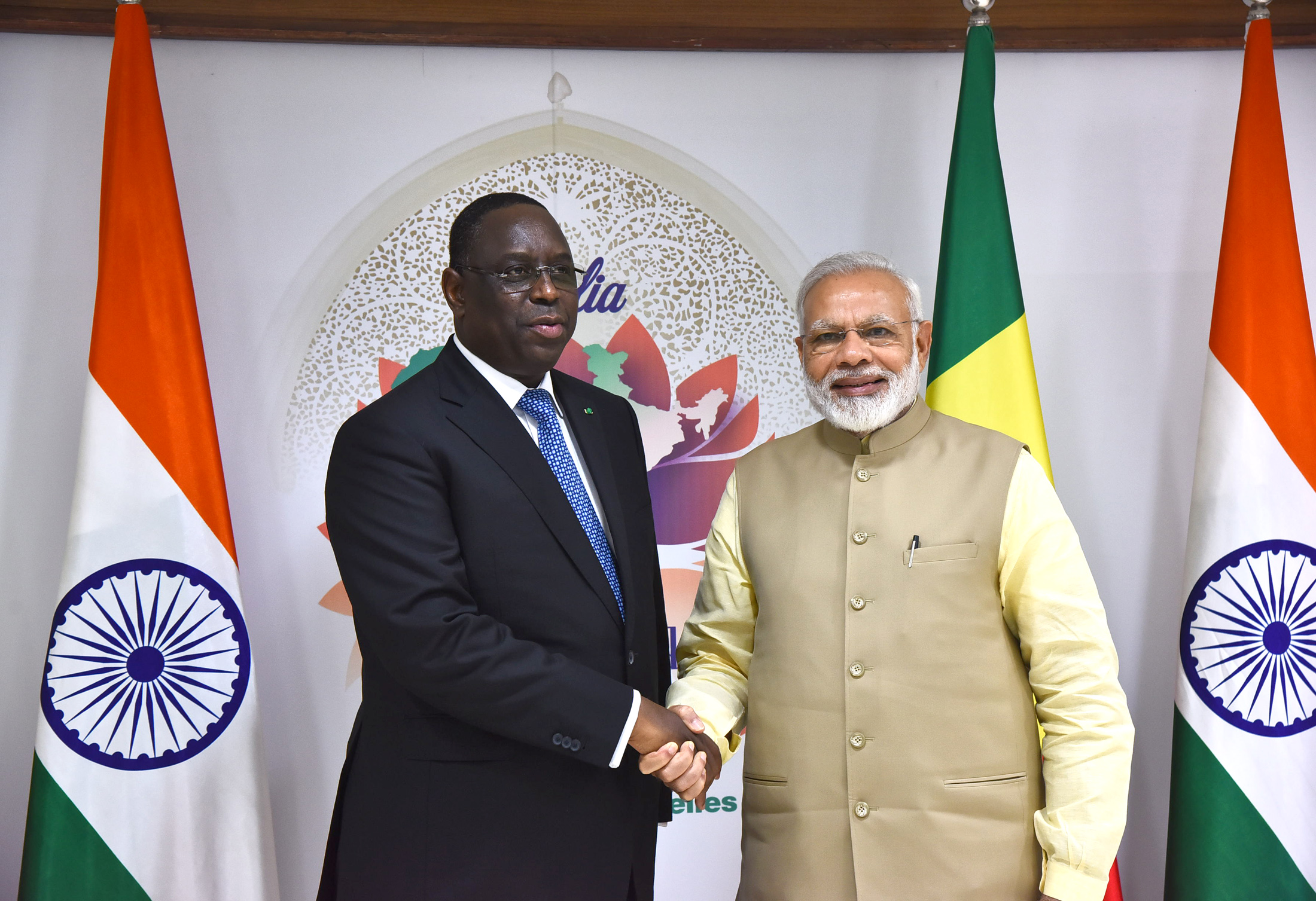
Rencontre entre Macky Sall et le Premier ministre indien Narendra Modi, le 23 mai 2017.

En septembre 2013, il limoge le gouvernement Mbaye et nomme Aminata Touré, ministre de la Justice sortante, au poste de Premier ministre. En 2014, Mahammed Boun Abdallah Dionne succède à cette dernière. Contrairement à ses promesses de campagne, le nombre de membres du gouvernement explose : celui-ci compte jusqu’à quatre-vingt-deux ministres, ministres délégués et ministres conseillers. Le budget de plus de 1 400 milliards de francs CFA dans la loi des finances 2019 pour la présidence, la primature et les trente-cinq ministères, triple en sept ans.
Macky Sall lance une importante réforme judiciaire, touchant le code pénal, le code forestier, le code minier, le code de procédure pénale, la justice militaire. Il réforme également la magistrature, instaure un tribunal de commerce, les tribunaux d’instance et de grande instance à la place des tribunaux régionaux et des tribunaux départementaux, des chambres criminelles en remplacement des cours d’assises. Il crée l’Office national de lutte contre la fraude et la corruption en 2012. Épargné par le terrorisme islamiste, le Sénégal a toutefois renforcé sa sécurité et les lois contre l'apologie du terrorisme.
Mais son engagement de neutralité vis-à-vis du pouvoir judiciaire se heurte dès les premiers mois à deux cas judiciaires délicats : le socialiste Barthélémy Dias, soupçonné du meurtre d'un nervi du Parti démocratique sénégalais, et le marabout mouride Cheikh Bethio Thioune, ancien soutien wadiste, accusé de complicité dans la mort de deux disciples. Plus tard, les procès de deux de ses principaux opposants, Karim Wade et Khalifa Sall, nourrissent des critiques alors que leurs candidatures ont été annulées par le Conseil constitutionnel lors des précédentes élections du fait de condamnations judiciaires,,. Plusieurs réformes visant à renforcer l'indépendance des magistrats restent en suspens. Durant le septennat de Macky Sall, la Constitution est modifiée une dizaine de fois et la loi électorale dix-huit fois.
En 2014, Macky Sall déclare que le pays n'est pas prêt à dépénaliser l'homosexualité. Deux ans plus tard, il précise que l'homosexualité est contraire à la religion musulmane et que « tant qu[’il] sera président de la République, l’homosexualité ne sera jamais permise ici ». Ces positions tranchent avec celles exprimées lors de la campagne électorale de 2011, quand il proposait de gérer le sujet des personnes LGBT de façon « moderne et responsable ». Des proches de son adversaire Abdoulaye Wade l'avaient alors accusé d'être à la solde des « lobbies gay ».

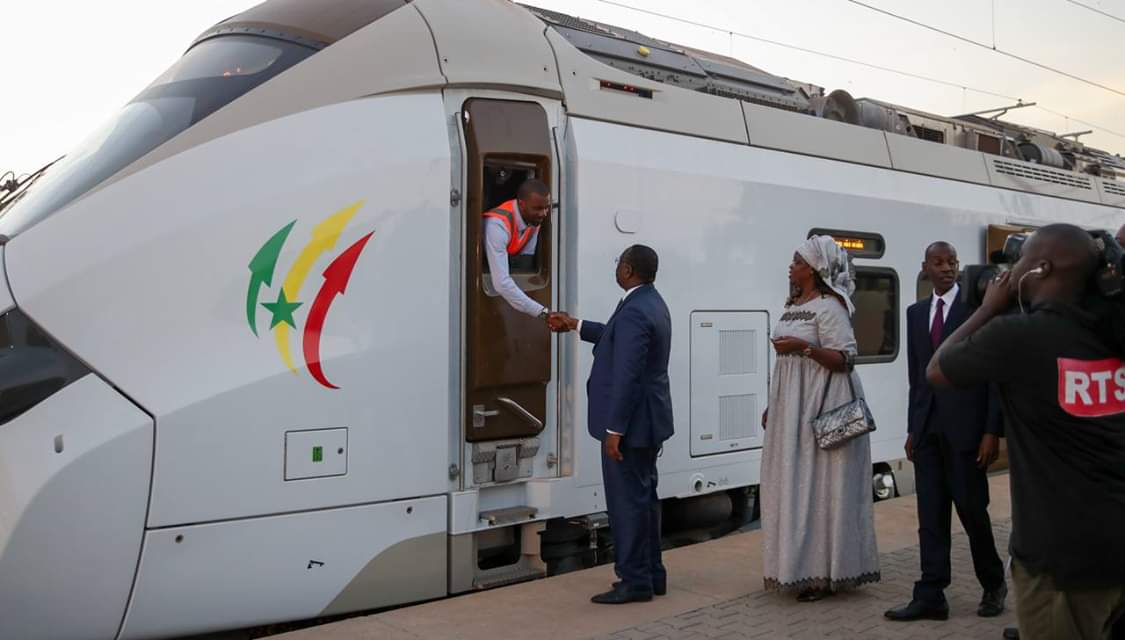
Le président Macky Sall après le premier trajet du TER à la gare de Dakar, le 15 janvier 2019

Il met en avant l'investissement dans de grandes infrastructures, dont le Plan Sénégal émergent (PSE), qui repose sur une stratégie à terme (période 2014-2023) avec un objectif à horizon 2035. Le PSE a pour objectif global la lutte contre les inégalités et les injustices sociales. Ce plan prévoit notamment la construction de l'aéroport international desservi par la nouvelle compagnie Air Sénégal, d'un musée des civilisations noires, d'un train express régional (TER), de deux stades, du Palais des sports de Diamniadio, du pont Sénégambie, de centrales solaires permettant au pays d'exporter de l'énergie, de l'autoroute à péage Ila Touba ou bien encore d’infrastructures dédiées au numérique,,,. Il est le premier chef d'État africain à être invité par la Chine : en 2014, Macky Sall est invité par Xi Jinping ; en 2021, c’est la Chine qui contribue à l’objectif d’« indépendance numérique » du pays avec l’inauguration d’un nouveau centre de données.
Alimentée par ces grands travaux, l'économie sénégalaise affiche une croissance de 6,8 % en 2018, contre 4,4 % en 2012, ainsi qu'une inflation et un déficit budgétaire maitrisés même si la dette publique atteint 60,8 % du PIB en 2017. Mais cette croissance, dépendante du secteur public et des investissements étrangers, n'atténue pas un taux de chômage élevé. Malgré la hausse de production de riz, le pays ne parvient pas à atteindre l'autosuffisance pour cette céréale.
En 2013, 80 % de la population ne bénéficie pas de couverture maladie. Il lance alors la couverture maladie universelle, avec un budget quasiment symbolique de 5 milliards de francs CFA (7,6 millions d’euros) pour cette première année. La suite est prévue en deux phases (l’une commençant en 2014 et l’autre en 2021), ainsi qu’un programme de bourses pour les familles les moins aisées,,. Mais, malgré ces mesures, le taux de Sénégalais pauvres s'élève encore à 47 %. La santé reste chère et difficilement accessible en dehors des villes. La scolarisation en primaire et en secondaire progresse, mais les études supérieures demeurent centrées sur les matières classiques, éloignées des besoins économiques,.
En mai 2015, il est élu président de la Communauté économique des États de l'Afrique de l'Ouest (Cédéao), qui comprend quinze États de la région.
Sur la diplomatie régionale, Macky Sall met en œuvre des rencontres avec ses homologues des pays voisins. Le cas de la crise gambienne en 2017, par la mobilisation de la CEDEAO, est[Selon qui ?] un exemple de la promotion d’ « une gestion africaine des crises africaines ». Toujours avec la Gambie, il inaugure en mars 2018 le premier conseil présidentiel entre les deux pays,.

#### Second mandat
Macky Sall est réélu au premier tour de l’élection présidentielle de 2019, avec 58,26 % des suffrages exprimés. Il lui est reproché d'avoir eu les faveurs de la presse au cours de l'élection. Il prête de nouveau serment le 2 avril.
Le 4 mai 2019, le Parlement supprime la fonction de Premier ministre.
Un reportage diffusé par la chaîne de télévision britannique BBC indique que la société Agritrans, gérée par Aliou Sall, frère cadet de Macky Sall, a obtenu 250 000 dollars de la Timis Corporation en prime. Aliou Sall se défend en affirmant que ces affirmations sont fausses et annonce porter plainte contre la BBC en juin 2019. La justice prononce un non-lieu en décembre 2020,,. Ses opposants dénoncent son népotisme malgré ses promesses, avec la nomination de ce frère Aliou à la tête de la Caisse des dépôts et consignations, celle de son beau-frère Mansour Faye au ministère de l'Hydraulique, celle de nombre de ses cousins et proches de son épouse à la tête de sociétés nationales.
Le 27 septembre 2020, le président guinéen, Alpha Condé, ferme les frontières avec le Sénégal, puis signe un accord de coopération militaire avec Macky Sall lors du sommet de la CEDEAO du 19 juin 2021 pour leur réouverture.
Le 25 mars 2021, Macky Sall lance un appel à la communauté internationale afin « d’accompagner la résilience du continent africain » en annulant la dette.
Le 3 janvier 2022, Macky Sall lance les travaux du port de Ndayane qui à terme devrait succéder en partie à l'actuel port de Dakar. Cet investissement de 1.2 milliard USD est l'investissement privé le plus important de l'histoire du Sénégal et ambitionne de positionner le pays comme un hub régional du commerce mondial.
Le 18 janvier 2023, Marine Le Pen, ancienne dirigeante du parti d'extrême droite français Rassemblement national et candidate récurrente aux élections présidentielles françaises est reçue par le président Sall. Ce dernier refuse qu'une photo soit diffusée et demande la discrétion quant à la tenue de cette rencontre, mais l'information est toutefois rendue publique,,. Cette rencontre est critiquée au Sénégal, notamment par l'ancienne Première ministre Aminata Touré ou l'ancienne ministre Aïssatou Mbodj, car les Africains sont des cibles privilégiées du RN et de Marine Le Pen,,,. Les conditions de son organisation sont aussi interrogées. Cheikh Hadjibou Soumaré envoie une lettre, rendue publique début mars, au président Sall lui demandant s'il a fait un don (estimé à 7,9 milliards de FCFA soit 12 millions d'euros) à Marine Le Pen lors de sa visite. Soumaré est ensuite placé en garde à vue, placé sous contrôle judiciaire, puis inculpé pour « diffusion de fausses nouvelles et diffamation ». Il n'a plus le droit de parler publiquement de cette affaire,.
En mars 2023, sur la base de l'avis du Conseil constitutionnel de 2019 qui l'autorisait à ne pas écourter son mandat présidentiel de deux ans, il estime qu'il est éligible à un troisième mandat présidentiel sans toutefois annoncer s'il est candidat.
Peu avant la fin de son mandat, en novembre 2023, Macky Sall est nommé envoyé spécial et président du comité de suivi du « Pacte de Paris pour la planète et les peuples » (4P) par le président français Emmanuel Macron. Macky Sall assumera le poste à la fin de son mandat présidentiel,.

#### Crise électorale de 2024 et succession
Ousmane Sonko, candidat déclaré du PASTEF à l'élection présidentielle de 2024 et l'un des principaux opposants, est condamné à deux ans de prison ferme en juin 2023. À l'issue du verdict, le pays connait de graves troubles qui font entre 16 et 30 morts, de nombreuses personnes considérant que la condamnation de Sonko est avant tout politique et constitue une « parodie de justice »,.
En juin 2023, une plainte pour « crimes contre l'humanité » est déposée en France par Juan Branco, un des avocats d'Ousmane Sonko, contre Macky Sall. La plainte parle du « meurtre » de 50 personnes entre mars 2021 et juin 2023. Une demande d'enquête est aussi soumise à la Cour pénale internationale (CPI) à La Haye contre Macky Sall.
En juillet 2023, il annonce qu'il n'est pas candidat à l'élection présidentielle de 2024,,,. En septembre, Sall désigne Amadou Ba comme candidat de BBY à l'élection présidentielle.
Le 3 février 2024, quelques heures avant l’ouverture de la campagne électorale, Macky Sall signe un décret ajournant l'élection présidentielle prévue le 25 février. Le Conseil constitutionel invalide ce report des élections, estimant qu'il est inconstitutionnel. Des commentateurs politiques y trouvent une volonté de rester au pouvoir[réf. nécessaire]. L'élection a finalement lieu le 24 mars. Bassirou Diomaye Faye, candidat du PASTEF en remplacement d'Ousmane Sonko, remporte l'élection dès le premier tour et succède officiellement à Macky Sall comme nouveau président le 2 avril suivant.

## Après la présidence
Après son départ de la présidence de la république du Sénégal, Macky Sall devient envoyé spécial du Pacte de Paris pour les Peuples et la Planète (4P),. Il démissionne de cette fonction en octobre 2024, après avoir été désigné tête de liste de coalition Takku Wallu Sénégal pour les élections législatives anticipées de novembre 2024. Il est élu mais démissionne peu après. L'APR et Takku Wallu Sénégal sont toutefois largement battues lors des élections législatives (perte de 90 sièges).
En novembre 2024, dans une lettre ouverte aux Sénégalais, Macky Sall accuse ses successeurs d'avoir mis le Sénégal dans une « situation catastrophique » par leur inaction depuis leur arrivée au pouvoir. Il y dresse également son propre bilan de ses années présidentielles et développe son programme de campagne pour les élections législatives à venir.
En janvier 2025, Macky Sall lance une entreprise de conseil de gestion, depuis le Maroc où il est résident.
En février 2025, la Cour des comptes réévalue l'état des finances publiques (entre 2019 et 2024) et trouve des chiffres très différents de ceux annoncés par le précédent gouvernement Kaba (sous Macky Sall). La dette publique en 2023 est ainsi proche des 100 % du PIB contre 65,6 % selon l'annonce du précédent gouvernement et le déficit budgétaire est de 12,3 % du PIB (contre 4,9 %). Dans son rapport, la Cour des comptes liste de nombreux manquements, anomalies et irrégularités,. Macky Sall dénonce le rapport de la Cour des comptes comme un « procédé politique ». Le gouvernement répond en déclarant que Sall « sera appelé devant la justice ». Cette mauvaise estimation est confirmée par le Fonds monétaire international qui évalue à 7 milliards de dollars la dette publique « cachée » entre 2019 et 2024. Le FMI juge que cette sous-estimation a été faite consciemment. En avril 2025, le député Guy Marius Sagna dépose à l'Assemblée nationale une proposition de mise en accusation pour « haute trahison » envers Macky Sall en raison des malversations découvertes par la Cour des comptes.

## Décorations

### Décorations sénégalaises
- Grand-croix de l'ordre national du Lion du Sénégal (2012)[N 1],[98]
- Grand-croix de l'ordre du Mérite (2012)[N 2],[99]

### Décorations étrangères
- Collier de l'ordre du roi Abdelaziz ( Arabie saoudite)
- Grand-croix de l'ordre national du Bénin ( Bénin) (2014)[12],[100]
- Première classe de l’ordre d’Amílcar Cabral ( Cap-Vert)
- Grand-croix de l'ordre national de Côte d'Ivoire ( Côte d'Ivoire)[101]
- Grand officier de la Légion d’honneur ( France) (2008)[102]
- Grand commandeur de l'ordre de la république de Gambie (en) ( Gambie)
- Chevalier de l'ordre du Lion d'or de la maison de Nassau ( Luxembourg)
- Collier de l'ordre de la Souveraineté ( Maroc)[12]
- Grand cordon de l'ordre du Mérite national ( Mauritanie)
- Grand collier de l'ordre de l'Infant Dom Henrique ( Portugal)[103]
- Grand officier de l'ordre de la Pléiade ( Organisation internationale de la francophonie)
- Grand-croix de l’ordre international des Palmes académiques du CAMES (2013)

## Distinctions
- Docteur honoris causa de l'université d'Abomey-Calavi du Bénin
- Docteur honoris causa de l'université de Genève (2014)
- Docteur honoris causa de l'université nationale de Pusan, Corée du Sud (2015)
- Docteur honoris causa de l'École genevoise de diplomatie (2017)[104].
- Médaille Saint-Georges pour la paix (Allemagne)[12]
- Une avenue de Dakar et une rue de Saint-Louis portent son nom[105]

## Prix
Le 5 Février 2020, à Dakar, Macky Sall reçoit le prix Sunhak pour la paix.

## Famille
Marié à Marième Faye, Macky Sall est père de deux garçons et d'une fille.

## Controverse
En juin 2019, Aliou Sall, frère du président, est accusé de corruption. Il aurait touché des pots-de-vin dans l'attribution des marchés gaziers et pétroliers (affaire dite « Petro-tim »). La justice rend finalement une ordonnance de non-lieu, le 29 décembre 2020.
Le 23 décembre 2024, Macky Sall dépose plainte contre X, pour faux relevés bancaires et diffamation. Il conteste l'authenticité de relevés bancaires rendus publics qui lui attribuent un compte bancaire à Singapour.